# High Spirits
High Spirits es una película de 1988 dirigida por Neil Jordan y protagonizada por Steve Guttenberg, Daryl Hannah, Beverly D'Angelo y Peter O'Toole.

## Elenco
- Daryl Hannah   - Mary Plunkett
- Peter O'Toole - Peter Plunkett
- Steve Guttenberg - Jack
- Beverly D'Angelo - Sharon
- Liam Neeson - Martin Brogan
- Jennifer Tilly - Miranda
- Peter Gallagher - Hermano Tony
- Ray McAnally - Plunkett Senior
- Martin Ferrero - Malcolm
- Connie Booth - Marge
- Donal McCann - Eamon
- Liz Smith - Mrs. Plunkett
- Mary Coughlan - Katie
- Ruby Buchanan -  Nan
- Isolde Cazelet - Julia
- Aimée Delamain -  Plunkett
- Tom Hickey - Sampson
- Krista Hornish - Wendy
- Little John - Gateman
- Preston Lockwood   - Peter
- Paul O'Sullivan - Graham
- Hilary Reynolds - Patricia
- Tony Rohr - Christy
- Matthew Wright - Woody

## Argumento
El Sr. Plunkett propietario de un castillo irlandés, agobiado por sus numerosas deudas, decide convertir su castillo en un hotel. El proyecto no cuaja, pero se le ocurre una idea para atraer a los turistas americanos: proclamar falsamente que el castillo está habitado por terribles fantasmas. Los empleados se preparan para actuar como falsos espectros.

## Taquilla
La película recaudó $8,578,231 en la taquilla de Estados Unidos.